# 9694 Lycomedes
9694 Lycomedes (6581 P-L) là một Trojan của Sao Mộc.